# Игор Арих
Игор Арих (Водњан на Истри, 1964), продуцент, је оснивач и директор предузећа „Арих Д.О.О. Словенија“.

## Биографија
Игор Арих рођен је у лето 1964. године у Водњану, у Истри.
Комуникацијску каријеру започео је са још два партнера са којима је основао једну од првих агенција у бившој Југославији „Футура“ где је прве успехе доживео на позицији арт директора.
Након пуних десет година рада и стварања Футуре, одлучио се да још једном крене од почетка, овога пута без партнера, оснивајући сопствену агенцију „Арих“ где је задржао послове арт директора, али и проширио своје лично деловање и на остале сегменте рада који чине једну агенцију успешном. Његов рад увек се разликовао од класичног приступа комуникацијама, те је агенција „Арих“ данас једна од агенција коју посећују само храбри и другачији наручиоци из целог света. Данас је власник агенције високих мерила за креативно стварање, креирање нових робних марки продубљеног разумевања нових двосмерних комуникационих канала насталих појавом интернета. Разноликост производа са којима се Игор сусретао у својој каријери заиста је велика: Фруктал, компанија Лек где је добио прилику да изгради целокупан идентитет свих кључних производа (Лекадол, Имунал, Персен, Деприм, Флуимукан, Оперил...), a сарадња се наставила и са новим власницима мултинационалном компанијом Новартис, Сандоз где је радио на развоју целе нове линије производа и то за глобално тржиште, Мерцедес који је желео корекцију имиџа на словеначком тржишту, и тако даље.
Годинама ради и за телекомуникациског оператера Т2 који се на почетку пробио тиме што је нудио највећи број “канала за одрасле”, a био у власништву црквеног инвестиционог фонда. Након издавања књиге „У мојим ципелама“ Игор говори, ради и ствара принцип динамичне комуникацијске акције и то му је отворило врата и ка изградњи имиџа појединаца као што су Зоран Јанковић, Чедомир Јовановић, Данило Турк и музичар Мањифико. За своју креативност у дугогодишњем раду добио је многобројна међународна признања и награде, чак и у такмичарским категоријама. Игор Арих био је први члан жирија за принт са ових простора на чувеном Канском фестивалу оглашавања 1997. године. Након тога био је члан жирија фестивала у Порторожу 3 године, затим члан жирија на Фестивалу идеја у Словенији такође 3 године, као и једне године на фестивалу у Новосибирску. Данас пише о томе да фестивали морају постати простор само за младе ствараоце и њихове радове, a не простор за дељење награда међу агенцијама.
Игор развија и сопствене брендове као што су „Wannabesociety.com“, Марсовски календар и маслиново уље из Истре. Развио је музичку издавачку кућу са студиом „Дом слободе“ и реализација ликова “Мујо и Хасо суперстарс”. Игор је први у Словенији увео плаћање агенцијских услуга по принципу суццесс fee-a, тренутно пише своју другу књигу о комуникацијама где му је инспирација музика као покретач за сваки бизнис.

## Продукција
- Мујо и Хасо суперстарс, у режији Бранка Ђурића Ђуре